# MALP
MALP (M.A.L.P.) je zkratka pro Mobile Analytic Laboratory Probe (česky: Mobilní analytická laboratorní sonda). Jedná se o fiktivní zařízení, využívané v seriálech Hvězdná brána a Hvězdná brána: Atlantida pro zjišťování životních podmínek, ověření dostupnosti vytáčecího zařízení na cizích planetě, prvního průzkumu, případně kontaktu s obyvateli. Sonda je vedle senzorů vybavena i kamerou, kterou může vysílat video záznam na velitelství SGC.

## Popis zařízení
Standardní zařízení MALP je nevelké vozítko s podvozkem o šesti kolech, senzory, kamerou, mikrofonem, reproduktory a montážním ramenem. MALP je ovládán na dálku pomocí radiových vln.

## MALP v Atlantis
Krátce před vysláním lidské expedici na Atlantis byl na planetu poslán MALP aby zjistil životní podmínky. Později byl ztracen, když ho posádka Atlantidy vyslala na bránu, která byla umístěna ve vesmíru.